# Mohamed Dennoun
Mohamed Amine Dennoun (Marseille, 9 mei 1986) is een Franse voetballer (middenvelder) van Algerijnse origine die sinds 2010 voor de Franse derdeklasser Aviron Bayonnais FC uitkomt. Voordien speelde hij onder meer voor Olympique Marseille.

## Carrière
- Olympique Marseille (jeugd)
- 2005-2010: Olympique Marseille
  - 2007-2008: FC Libourne-Saint-Seurin (op huurbasis)
  - 2009-2010: SC Amiens (op huurbasis)
- 2010- heden : Aviron Bayonnais FC